# Henri Joannon
Pour les articles homonymes, voir Joannon.
Henri Joannon, né le 17 avril 1901 à Montmarault (Allier) et mort le 10 mars 1985 à Saint-Flour (Cantal), est un homme politique français.

## Biographie

### Études
Issu d'une famille catholique pratiquante, Henri Joannon effectue ses études au collège mariste Saint-Joseph à Montluçon, puis  des études de pharmacie à Lyon, puis il a exercé la profession de pharmacien dans une officine à Murat dans le Cantal.

### Résistance et déportation

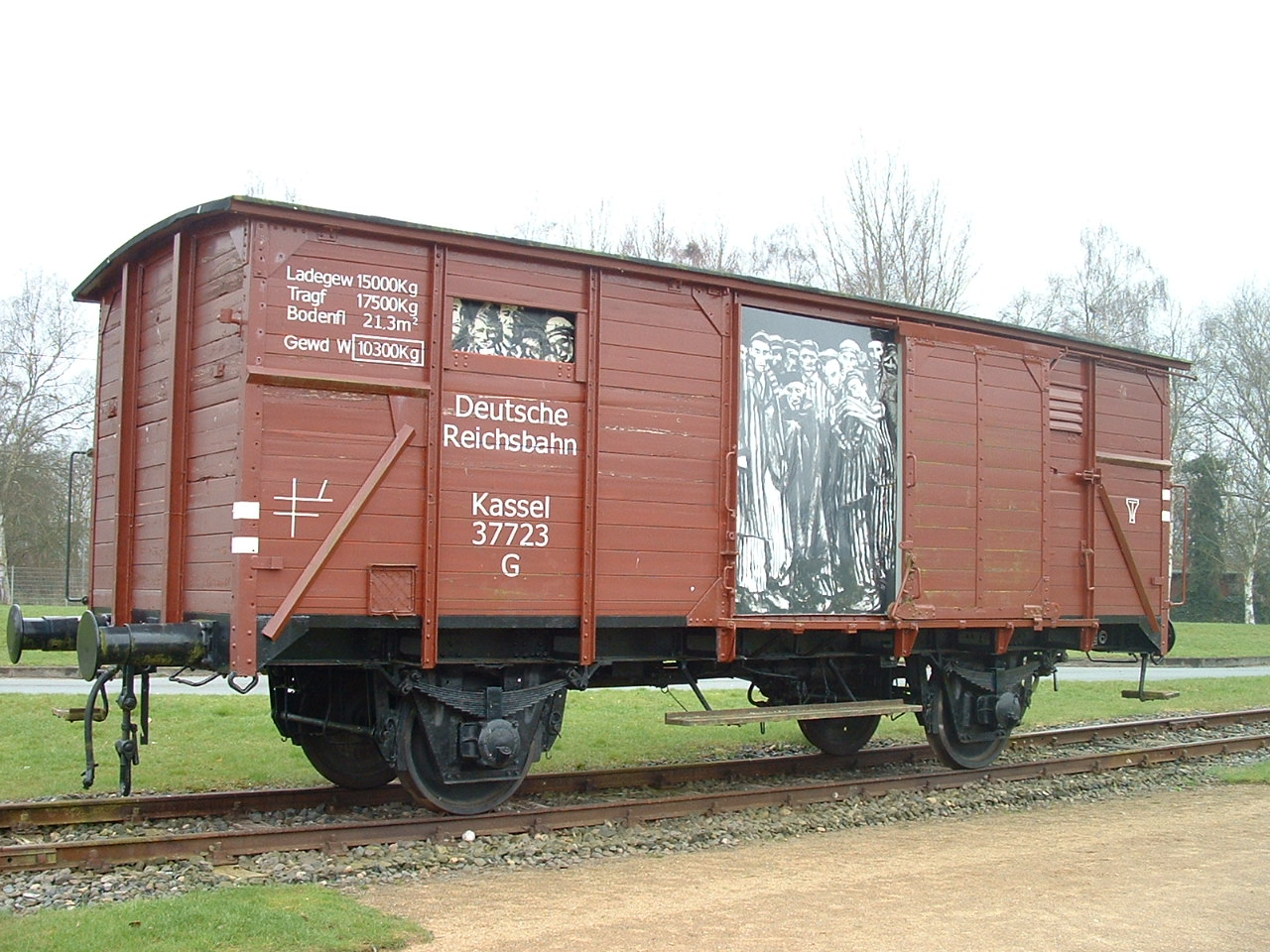
Wagon du mémorial de Neuengamme et dans lequel on acheminait les déportés durant la Seconde Guerre mondiale

Bien qu'il ne fit jamais partie d'un réseau organisé, il fut connu pour des faits de participation à la Résistance. À la suite d'une dénonciation effectuée auprès des services de la préfecture d'Aurillac, il sera arrêté le 24 juin 1944 après un attentat perpétré contre un officier allemand (et pour lequel il est étranger).
Incarcéré à la prison de Clermont-Ferrand, il déporté au camp de concentration de Neuengamme le 15 juillet 1944 et sera libéré le 29 avril 1945, alors qu'il avait été évacué vers le mouroir de Sandbostel après avoir contracté le typhus .

### Activité politique
Après son retour en France, il se présente aux élections à l'Assemblée constituante de 1946. Ne se représentant pas à l'élection suivante, Il reprend son travail de pharmacien, devient conseiller municipal tout en animant un cercle d'une association catholique locale . Il décède à Saint-Flour le 10 mars 1985.

### Vie privée
Le 8 février 1929, il se marie avec Charlotte Amiral à la mairie de Saint-Flour.

## Détail des fonctions et des mandats
Mandat parlementaire
- 7 février 1946 - 10 juin 1946 : Député du Cantal[4].

## Décoration
Chevalier dans l'Ordre de Saint-Sylvestre (1983)

## Odonymie
Une rue de Murat, ville où il a vécu et dont il fut le conseiller municipal, porte le nom de l'ancien pharmacien déporté.